# Список мемориальных досок Красносельского района города Москвы
Список мемориальных досок Красносельского района города Москвы — перечень памятных досок, установленных в Красносельском районе Центрального административного округа города Москвы.
Мемориальные доски наряду с памятниками архитектуры и скульптурными памятниками являются частью исторического и культурного наследия города, наиболее массовой формой увековечивания исторической памяти художественными средствами. До революции 1917 года в Москве насчитывалось не более 20 памятных досок. За прошедшие десятилетия их количество увеличилось в сотни раз. Особенно стремительный рост начался с 1950-х годов. Всего на начало 2020 года в Москве установлено около 1600—1800 памятных досок, 30 из которых — в Красносельском районе. 
Большинство досок Красносельского района выполнены из камня или металла. Чаще всего используются гранит, мрамор, бронза. Самая распространённая форма досок — прямоугольная, вытянутая по вертикали, реже — по горизонтали. Также встречаются доски произвольной формы и составные доски из нескольких частей. Во многих случаях памятные доски — лишь плиты с текстом; тем не менее большинство из них помимо текста несут на себе разного рода изображения, в первую очередь портреты тех, кому они посвящены. 

## Легенда
- Изображение — фотография мемориальной доски.
- Посвящена — имя, годы жизни и род деятельности того, в память о ком установлена доска.
- Адрес — адрес и описание здания, на котором установлена доска.
- Надпись — текст надписи на доске (орфография и пунктуация сохранены).
- Описание — цвет, материал и описание элементов доски.
- Авторы — имена авторов доски; если авторы не указаны в источниках, то в ячейке стоит знак «—».
- Год — год установки доски; если год не указан в источниках, то в ячейке стоит знак «—».
- Пр. — ссылки на источники и на элемент доски в «Викиданных» (в виде значка «»).

Список отсортирован в алфавитном порядке по адресу. Сортировка может проводиться по столбцам «Посвящена», «Адрес» и «Год». 

## Список
| Изображение | Посвящена | Адрес                                                                                       | Надпись | Описание | Авторы                                   | Год  | Пр.                          |
| ----------- | --- | ------------------------------------------------------------------------------------------- | --- | --- | ---------------------------------------- | ---- | ---------------------------- |
|             | Визбору Ю. И. (1934—1984) Музыкант                                                                                          | Ананьевский переулок, 5, стр. 7                                                             | Бард журналист актер Юрий Визбор жил в этом доме в 1942―1949 гг. | Трехчастная доска из бронзы с барельефным портретом с гитарой и изображением листов бумаги, конвертов и катушки киноплёнки                              | ск. А. С. Забалуев арх. М. В. Корси      | 2015 | [ 9 ]                        |
|             | Памяти павших в Великой Отечественной войне                                                                                 | Каланчёвская улица, 26, стр. 1 Колледж железнодорожного и городского транспорта             | Выпускники училища, павшие на фронтах Великой Отечественной войны (далее ― 60 фамилий с инициалами, по годам войны) | Доска из красного гранита с изображением профиля воина в каске и вечного огня                                                                           | —                                        | 1976 | [ 9 ] [ 10 ] [ 11 ]          |
|             | Памяти павших в Афганской войне                                                                                             | Каланчёвская улица, 26, стр. 1 Колледж железнодорожного и городского транспорта             | Они погибли, выполняя интернациональный долг (далее ― 2 фамилии с инициалами и датами гибели) | Доска из белого мрамора с изображением пятиконечной звезды и гвоздик                                                                                    | —                                        | 1987 | [ 12 ] [ 13 ] [ 11 ]         |
|             | Памяти событий Революции 1905—1907 годов                                                                                    | Комсомольская площадь, 2 Казанский вокзал                                                   | Боевая дружина рабочих Московско-Казанской железной дороги принимала активное участие в баррикадных боях в декабре 1905 года. | Доска из красного гранита | —                                        | —    | [ 12 ] [ 14 ] [ 15 ]         |
|             | Тону К. А. (1794—1881) Архитектор                                                                                           | Комсомольская площадь, 3 Ленинградский вокзал                                               | Константину Андреевичу Тону 1794―1881 академику архитектуры автору проекта здания вокзала построенного в 1849 году Октябрьская железная дорога 1997 | Доска из серого гранита с выносным скульптурным портретом из бронзы                                                                                     | —                                        | 1997 | [ 12 ]                       |
|             | Памяти событий из истории Московского метрополитена                                                                         | Краснопрудная улица, 9а Электродепо «Северное»                                              | 15 мая 1935 года из стен этого депо вышел первый поезд Московского метрополитена имени В. И. Ленина | Доска из белого мрамора с цветным барельефным изображением тоннеля и вагона метро                                                                       | —                                        | —    | [ 16 ]                       |
|             | Памяти событий из истории Московского метрополитена и Великой Отечественной войны                                           | Краснопрудная улица, 9а Электродепо «Северное»                                              | Отсюда 21 марта 1943 года на фронт Великой Отечественной войны отправился бронепоезд „Московский метрополитен“, построенный на средства метрополитеновцев. Бронепоезд принимал участие в боях на Курской дуге. | Доска из белого мрамора | —                                        | 1986 | [ 12 ] [ 10 ]                |
|             | Шполянскому М. Н. (1907—1977) Инженер                                                                                       | Краснопрудная улица, 9а Электродепо «Северное»                                              | Выдающийся инженер-транспортник Шполянский Михаил Наумович (1907—1977 гг.) В 1934 году провел первый поезд по Сокольнической (Кировско-Фрунзенской) линии Московского метрополитена | Доска из чёрного гранита с выгравированным портретом | —                                        | 2017 | [ 17 ]                       |
|             | Покрассу Д. Я. (1899—1978) Музыкант                                                                                         | Краснопрудная улица, 26 Жилой дом Центрального управления делами НКПС                       | В этом доме с 1958 года по 1978 год жил и работал композитор народный артист СССР Дмитрий Яковлевич Покрасс | Доска из красного гранита с высеченными изображениями кавалерийских горнов и будённовки                                                                 | арх. В. Н. Погорелов                     | 1987 | [ 16 ] [ 18 ]                |
|             | Памяти событий Великой Отечественной войны                                                                                  | В. Красносельская улица, 30 Пушкинская школа № 1500                                         | Здесь в октябре 1941 года формировались части 2й Московской - 129й Орловской Краснознаменной ордена Кутузова второй степени стрелковой дивизии | Доска из красного гранита с изображением пятиконечной звезды                                                                                            | арх. Г. А. Бенционович                   | 1965 | [ 16 ] [ 10 ] [ 19 ]         |
|             | Памяти событий Октябрьской революции                                                                                        | Милютинский переулок, 5, стр. 1 Здание станции Датско-шведско-русского телефонного общества | Здесь в октябрьские дни 1917 года происходили ожесточенные бои революционных отрядов с белогвардейцами за овладение Центральной телефонной станцией | Доска из серого гранита с накладным многофигурным бронзовым барельефом                                                                                  | арх. А. В. Натальченко                   | 1968 | [ 16 ] [ 14 ] [ 19 ]         |
|             | Шираку Ж. Р. (1932—2019) Государственный и политический деятель                                                             | Милютинский переулок, 7а Французский лицей им. А. Дюма                                      | Lycée français de Moscou A l'occasion de sa visite d'Etat Fédération de Russie, le Président de la République française M. Jacques Chirac a dévoilé cette plaque le 25 septembre 1997 Французский лицей в Москве Доска установлена 25 сентября 1997 г. по случаю государственного визита в Российскую Федерацию президента Французской республики Жака Ширака | Доска из металла | —                                        | 1997 | [ 20 ]                       |
|             | Лансере Е. Е. (1875—1946) Художник                                                                                          | Милютинский переулок, 20/2, стр. 1 Бывший доходный дом Феттер и Гинкель                     | В этом доме с 1934 года по 1946 год жил и работал выдающийся советский художник, академик Евгений Евгеньевич Лансере | Доска из красного гранита | арх. Е. Е. Лансере мл.                   | 1971 | [ 20 ] [ 21 ] [ 22 ]         |
|             | Саврасову А. К. (1830—1897) Художник                                                                                        | Мясницкая улица, 21, стр. 1 Здание МУЖВЗ — Дом Юшкова                                       | Выдающийся русский художник Алексей Кондратьевич Саврасов преподавал в училище живописи, ваяния и зодчества с 1857 года по 1882 год | Доска из бронзы с барельефным портретом художника и рельефным изображением по мотивам картины «Грачи прилетели»                                         | ск. О. С. Кирюхин арх. П. П. Павлов      | 1980 | [ 20 ] [ 21 ] [ 23 ]         |
|             | Касаткину Н. А. (1859—1930) Художник                                                                                        | Мясницкая улица, 21, стр. 8 Здание МУЖВЗ — студенческое общежитие ВХУТЕМАС                  | В этом доме жил и работал в 1894··1930 годах народный художник Республики Николай Алексеевич Касаткин | Доска из чугуна с барельефным портретом | ск. Н. Н. Шмидт арх. Б. Х. Измайлов      | 1972 | [ 20 ] [ 21 ] [ 24 ]         |
|             | Аммосову М. К. (1897—1938) Государственный деятель                                                                          | Мясницкий проезд, 3, стр. 1 Представительство Республики Саха (Якутия)                      | Один из основателей Якутской АССР первый постоянный представитель республики Максим Кирович Аммосов | Доска из красного гранита с бронзовым барельефным портретом                                                                                             | —                                        | 2007 | [ 25 ] [ 26 ]                |
|             | Памяти событий Великой Отечественной войны                                                                                  | Русаковская улица, 10, стр. 1 Школа № 315                                                   | В этом здании в октябре 1941 года формировались коммунистические рабочие батальоны, вошедшие в состав 3-й Московской коммунистической дивизии | Доска из белого мрамора | —                                        | 1975 | [ 25 ] [ 10 ] [ 27 ]         |
|             | Памяти событий из истории Московского метрополитена                                                                         | Русаковская улица, 13                                                                       | На этом месте в 1931 году была заложена первая шахта Метростроя. Здесь началась борьба за сооружение лучшего в мире Московского метрополитена. Сентябрь 1971 года | Доска из белого мрамора | —                                        | 1971 | [ 25 ] [ 28 ] [ 29 ]         |
|             | Головне А. Д. (1900—1982) Кинооператор                                                                                      | Садовая-Спасская улица, 21/1 Высотное здание на площади Красных Ворот                       | Здесь с 1952 по 1982 год жил кинооператор Герой Социалистического Труда лауреат Государственных премий СССР профессор Анатолий Дмитриевич Головня | Доска из бронзы | арх. В. В. Степанов                      | 1983 | [ 25 ] [ 21 ]                |
|             | Душкину А. Н. (1903—1977) Архитектор                                                                                        | Садовая-Спасская улица, 21/1 Высотное здание на площади Красных Ворот                       | В этом доме с 1952 по 1977 год жил выдающийся советский архитектор лауреат Государственных премий СССР Алексей Николаевич Душкин | Доска из бронзы со стилизованным изображением построек архитектора — станции метро Кропоткинская и Маяковская, высотное здание на площади Красных Ворот | арх. Б. И. Тхор                          | 1993 | [ 25 ] [ 30 ]                |
|             | Памяти событий Великой Отечественной войны                                                                                  | Садовая-Спасская улица, 18, стр. 1 Бывший доходный дом общества «Великан»                   | Светлой памяти работников центрального аппарата Главлесосбыта отдавшим свою жизнь в боях за Родину на полях сражений Великой Отечественной войны 1941―1945 г.г. (далее ― 10 фамилий с инициалами) | Доска из мрамора с изображением пятиконечной звезды и лавровых ветвей                                                                                   | —                                        | 1965 | [ 31 ] [ 32 ] [ 33 ]         |
|             | Учёным, конструкторам и рабочим, которые спроектировали и построили первые советские жидкостные ракеты «ГИРД-09» и «ГИРД-Х» | Садовая-Спасская улица, 19, к. 1 Бывший доходный дом Ф. И. Афремова                         | В этом доме в 1932-1933 годах размещалась группа изучения реактивного движения ГИРД, созданная в 1931 году при Центральном Совете ОСОВИАХИМа СССР Здесь энтузиасты космонавтики ― ученые, конструкторы и рабочие ― спроектировали и построили первые советские жидкостные ракеты „ГИРД-09“ и „ГИРДХ“, запущенные под Москвой в Нахабино 17.VIII и 25.IX.1933 года Первым руководителем ГИРД был ученый-изобретатель Фридрих Артурович Цандер. В 1932 году начальником ГИРД был назначен Сергей Павлович Королев. Впоследствии академик и главный конструктор первых ракетно-космических систем | Доска сложной формы из бронзы с барельефным стилизованным изображением ракет                                                                            | арх. С. В. Клепиков                      | 1978 | [ 31 ] [ 34 ] [ 35 ]         |
|             | Чиркову Б. П. (1901—1982) Актёр                                                                                             | Садовая-Спасская улица, 21/1 Высотное здание на площади Красных Ворот                       | В этом доме жил с 1952 по 1982 год Герой Социалистического Труда народный артист СССР лауреат Государственных премий РФСФР и СССР Борис Петрович Чирков | Доска из бронзы с барельефным портретом и изображением складок занавеса                                                                                 | ск. М. А. Шмаков арх. В. А. Климов       | 1984 | [ 31 ] [ 18 ]                |
|             | Соснову И. Д. (1908—1993) Государственный и хозяйственный деятель                                                           | Садовая-Спасская улица, 21/1 Высотное здание на площади Красных Ворот                       | Видный государственный деятель и организатор транспортного строительства Герой Социалистического Труда Иван Дмитриевич Соснов работал в этом здании с 1954 по 1985 год С. Щербаков | Доска из бронзы с барельефным портретом на фоне индустриального пейзажа                                                                                 | ск. С. А. Щербаков                       | —    | [ 31 ] [ 36 ] [ К 1 ]        |
|             | Лермонтову М. Ю. (1814—1841) Поэт                                                                                           | Садовая-Спасская улица, 21/1 Высотное здание на площади Красных Ворот                       | На этом месте находился дом, где 3 (15) октября 1814 года родился великий русский поэт Михаил Юрьевич Лермонтов | Доска из тёмно-серого гранита с портретом | арх. А. Н. Котырев                       | 1964 | [ 37 ] [ 38 ] [ 39 ]         |
|             | Кожевникову Е. Ф. (1905—1979) Государственный деятель                                                                       | Садовая-Спасская улица, 21/1 Высотное здание на площади Красных Ворот                       | Видный государственный деятель организатор транспортного строительства Герой Социалистического Труда Евгений Федорович Кожевников работал в этом здании в 1954 по 1975 год С. Щербаков Г. Ишкильдина | Доска из бронзы с горельефным портретом на фоне штриховых изображений различных видов транспорта                                                        | ск. С. А. Щербаков арх. Г. А. Ишкильдина | —    | [ 37 ] [ 40 ] [ 41 ] [ К 2 ] |
|             | Цветаевой А. И. (1894—1993) Писатель                                                                                        | Б. Спасская улица, 8                                                                        | В этом доме с 1979 по 1993 год жила и работала писатель Анастасия Цветаева | Доска из белого мрамора | арх. С. И. Смирнов                       | 1994 | [ 37 ] [ 42 ]                |
|             | Ленину В. И. (1870—1924) Государственный деятель Максиму Горькому (1868—1936) Писатель                                      | Сретенский бульвар, 6/1, стр. 2 Здание страхового общества «Россия»                         | 18 июня 1920 года В. И. Ленин вместе с А. М. Горьким посетил Главное артиллерийское управление Красной Армии | Доска из серого гранита с гравированным профильным портретом                                                                                            | ск. Л. В. Тазьба арх. А. П. Семёнов      | 1968 | [ 37 ] [ 43 ] [ 44 ]         |
|             | Памяти событий Великой Отечественной войны                                                                                  | Б. Сухаревская площадь, 14/7 Жилой дом «Заводстроя»                                         | Здесь с первых дней Великой Отечественной войны 1941―1945 размещались штаб и командный пункт 63й зенитной артиллерийской дивизии московской зоны противовоздушной обороны | Доска из красного гранита | арх. В. А. Климов                        | 1990 | [ 45 ] [ 28 ]                |
|             | Ковшовой Н. В. (1920—1942) Снайпер, Герой Советского Союза                                                                  | Уланский переулок, 8 Школа № 1284                                                           | В этой школе с 1936 по 1940 год училась Герой Советского Союза Наташа Ковшова | Доска из белого мрамора с изображением звезды Героя Советского Союза                                                                                    | —                                        | 1960 | [ 45 ] [ 40 ] [ 46 ]         |

### Комментарии
1. ↑  Автор доски в списке указан на основании подписи на самой доске
2. ↑  Авторы доски в списке указаны на основании подписи на самой доске